# Michela Quattrociocche
Michela Quattrociocche (Roma, 3 de diciembre de 1988) es una actriz italiana. Saltó al estrellato con su película debut Scusa ma ti Chiamo Amore en 2008.

## Biografía
Michela Quattrociocche nació en Roma en 1988. Se sintió atraída por la interpretación y el cine desde que era pequeña, y desarrolló una gran pasión por las películas en blanco y negro. Cuando tenía solo cinco años, la película "Desayuno con Diamantes" la dejó tan impresionada que desde ese momento Audrey Hepburn se convirtió en su inspiración y en su musa. A los doce, Michela se apuntó a un curso de dicción y cuerpo, que fue el primer paso de su carrera entre pruebas de cámara y sesiones de fotos para revistas juveniles. Al mismo tiempo que estudiaba para su examen final de lenguas en el colegio, en abril de 2007, Michela también participaba en el casting para el papel protagonista de Perdona si te llamo amor. Mientras escribía la segunda parte de sus exámenes, tras siete pruebas de cámara extenuantes, Michela estaba ya oficialmente en el reparto con el papel de Niki. Ahí empezó el frenético y excitante período en el que se encontró finalmente ante la cámara, tal como había soñado cuando era una niña.
Interesada desde pequeña por la interpretación, fue la imagen de varias revistas juveniles. Sin embargo, debido a su estatura (1,68 m) no continuó con su carrera como modelo.
En 2007, tras superar la maturità linguistica (equivalente a la selectividad en Italia) en el Collegio Nazareno de Roma, fue elegida como la protagonista femenina de Scusa ma ti chiamo amore (Perdona si te llamo amor), la adaptación cinematográfica del libro homónimo de Federico Moccia.
En la película, estrenada en los cines italianos el 25 de enero de 2008, interpreta el papel de Niki Cavalli, mientras Raoul Bova es Alessandro Belli, el protagonista masculino.
En 2008 publicó el libro autobiográfico Più dei sogni miei, de la editorial Mondadori.
Tuvo una formación profesional con Gisella Burinato, Liliana Eritrei y el maestro Romanoff.

## Vida personal
Actualmente tiene pareja, Alberto Aquilani, con quien tuvo el pasado 18 de abril de 2011 una niña llamada Aurora. Anteriormente, mantuvo una relación con el "tronista" Giorgio Occhipinti y con el actor y cantante Matteo Branciamore.

## Filmografía
- Scusa ma ti voglio sposare (2010)
- Natale a Beverly Hills (2009)
- Scusa ma ti chiamo amore (2008)

- Datos: Q1867280